# Културно историјски споменици општине Лакташи
Културно-историјски споменици општине Лакташи су културна добра од посебног значаја за општину, што је резултат живота на овим просторима од млађег палеолита до данас.

## Историјат
Низијски простор на којем је смјештена општина Лакташи је испресијецан ријечним долинама, што је пружало повољне услове за живот становништва, те је омогућио развијен саобраћај у свим историјским фазама развоја људског друштва, од праисторије до данашњих дана. Повољни физичко-географски услови: плодна низија (добијена крчењем шума), изобиље воде, шуме, пашњаци, повољна клима , те саобраћај и геостратешки положај омогућили су веома снажне културно-историјске процесе на овом поднебљу.

## Локалитети
- Брдашце - Лакташи
- Градина Шушњари, Лончарине
- Градина Бакинци
- Луке - Кужно гробље, Маховљани
- Римске терме Лакташи

## Сакрални објекти
- Црква Св. Богородице У Малом Блашку
- Црква Св. пророка Илије у Клашницама
- Православна црква у Маглајанима
- Италијанска црква у Маховљанима
- Украјинска црква у Деветини